# Megaerops
Megaerops es un género de murciélagos megaquirópteros de la familia Pteropodidae.

## Especies
Se reconocen las siguientes especies:
- Megaerops ecaudatus
- Megaerops kusnotoi
- Megaerops niphanae
- Megaerops wetmorei